# شادي زاهد
شادي زاهد (1977 - 4 أكتوبر 2017) هو إعلامي وكاتب وصحفي ورائد أعمال سعودي راحل.

## حياته ونشأته
شادي بن وجدي بن محمد بن إبراهيم بن عمر زاهد ولد بمدينة جدة عام 1977م الموافق 1397 هـ، ووالدته هي الكاتبة والإعلامية «أميمة بنت عبد العزيز زاهد».
تلقى تعليم الأدب والشعر على يد والدته حيث كانت تقوم بتدريسه وتثقيفه منذ أن كان في السابعة من عمره، درس في عدة مدارس في مدينة جدة حتى الثانوية العامة من بينها روضة المعارف، منارات جدة، الثغر النموذجية، وأكمل دراسة البكالوريوس من الولايات المتحدة الأمريكية تخصص علاقات عامة ومن ثم الماجستير في نفس الجامعة تخصص علاقات دولية.

## مسيرته[3]
1. عمل في المجموعة السعودية للأبحاث والنشر مراسل صحفي في عدد من المطبوعات مجلة سيدتي، جريدة الشرق الأوسط، جريدة عرب نيوز ومجلة الرجل في كل من جدة، المغرب، لبنان، مصر وبريطانيا.
2. كما عمل صحفي متعاون في جريدة الجزيرة وملحق جريدة المدينة الثقافي الأربعاء.
3. تولى منصب مدير تحرير الفضائية اللبنانية لمدة أربع سنوات.
4. تولى منصب رئيس تحرير مجلة نمو الاقتصادية التابعة لجريدة الوطن السعودية.
5. ألف وأصدر أول ديوان شعري منذ أن كان عمره 19 عاماً بعنوان «دموع في مياه جارية».
6. أصدر ألبومه المسموع الأول بعنوان «آهات القدس».
7. أصدر ألبومه المسموع الثاني بعنوان «قصائدي إليكِ».
8. عمل في الإخراج التلفزيوني في جمهورية مصر العربية وتتلمذ على يد المخرج تيسير عبود.
9. معد برنامج يلا شباب الذي تم بثه عبر قناة (MBC)[4]

## عضوياته
- عضو جمعية الناشرون السعوديين.
- عضو جمعية المنتجين السعوديين.
- عضو هيئة الصحفيين السعوديين.
- عضو النادي الأدبي بجدة.
- عضو في جمعية الأطفال المعوقين.
- عضو في جمعية تحفيظ القرآن الكريم بمنطقة مكة المكرمة.
- عضو هيئة كتاب بلا حدود.
- عضو في جمعية العلاقات العامة العربية.
- عضو في جمعية العلاقات العامة الدولية.
- عضو في هيئة الصحفيين العرب.
- عضو في جمعية البيئة العالمية.
- عضو في جمعية مراسلين بلا حدود (سابقا)

## مساهمات
- حاصلت مجموعة فينومينال تحت إداراته على الجوائز التالية
- المركز الأول عام 2009 في أسرع شركة نمواً في المملكة.
- المركز الثاني لأفضل شركات تنظيم الفعاليات المقدمة استيف اورد العالمية 2012م
- المركز الثالث لأفضل شركات العلاقات العامة المقدمة استيف اورد العالمية 2011م
- مدرج ضمن قائمة Who's Who العالمية لعام 2008.
- حاصل على العديد من الشهادات والتكريم من العديد من الجهات الخيرية والحكومية والقطاع الخاص لإنجازاته وإسهاماته.

## مناصب
- رئيس مجلس إدارة مجموعة فينومينال.
- رئيس تحرير مجلة نمو الاقتصادية.
- عضو مجلس إدارة نادي الاتحاد
- المشرف العام على إدارة العلاقات العامة والإعلام بنادي الاتحاد
- عضو مجلس إدارة منظمة شباب الأعمال العالمية (EO)

## وفاته
توفي شادي زاهد في أكتوبر 2017 إثر وعكة صحية مفاجئة، عن عمر يناهز الأربعين عاما.